# Карбонара-Скривія
Карбонара-Скривія (італ. Carbonara Scrivia, п'єм. Carbunera) — муніципалітет в Італії, у регіоні П'ємонт,  провінція Алессандрія.
Карбонара-Скривія розташована на відстані близько 440 км на північний захід від Рима, 100 км на схід від Турина, 21 км на схід від Алессандрії.
Населення — 1127 осіб (2014).
Щорічний фестиваль відбувається 11 листопада. 

## Демографія
Населення за роками:

Станом на 1 січня 2023 року в муніципалітеті офіційно проживав 131 іноземець з 14 країн, серед них 52 громадяни країн Євросоюзу та 20 громадян України.

## Сусідні муніципалітети
- Спінето-Скривія
- Тортона
- Віллароманьяно